# Баум, Дон
Дон Баум (англ. Don Baum, полное имя Charles Donald Baum; 1922—2008) — американский художник и просветитель, наиболее известный как ключевая фигура и пропагандист чикагских имажистов.

## Биография
Родился в 1922 году в городе Эсканаба, штат Мичиган.
Окончил Мичиганский государственный колледж и в начале 1940-х годов приехал в Чикаго, где продолжил своё образование сначала в школе Института искусств Чикаго, а затем в Чикагском университете — здесь изучал историю искусств и получил степень доктора философии (PhD) в 1947 году. Будучи молодым художником, участвовал в солидных выставках Momentum Exhibits в конце 1940-х и начале 1950-х годов. Его работы отмечались многими опросами Чикагского института искусств, начиная с 1946 года, а затем вошли в передвижное шоу «Двадцать пять художников Чикаго» («Twenty-Five Chicago Artists», 1963).
В 1950-х годах До Баум преподавал в Университете Рузвельта и работал в Художественном центре Гайд-парка, где был назначен директором выставок в 1956 году. Именно здесь он стал все более заметным в 1960-х и 1970-х годах, продвигая фигуративную чикагскую школу (Chicago School), которая противоречила преобладающему абстрактному течению Нью-Йорка. Критик Франц Шульце (Franz Schulze) позже сказал: «Он стал для себя маленькой империей … не столько художником, сколько импресарио». Влияние Баума выросло, когда он работал в Попечительском совете чикагского Музея современного искусства (1974—1986) и был председателем его выставочного комитета (1974—1979). Одновременно Дон Баум продолжал развивать собственное искусство, которое широко выставлял.
Баум более 45 лет работал во многих чикагских учебных заведениях. Начал свою педагогическую деятельность в качестве профессора искусств в Университете Рузвельта в 1948 году, где продолжал преподавать до 1984 года. Здесь же он был председателем художественного факультета (Chairman of the Art Department, 1970—1984). Преподавал живопись в Художественном центре Гайд-парка (1955—1965), а также живопись и рисунок в школе Художественного института Чикаго (1993—1996).
Умер 28 октября 2008 года в городе Эванстон, штат Иллинойс.
Дон Баум дал дорогу в жизнь многим художникам, которые стали известными на национальном и международном уровне. Мировые деятели искусства отмечали непреходящее значение его деятельности. Чак Туроу (Chuck Thurow), исполнительный директор Художественного центра Гайд-парка, сказал: «У него был потрясающий взгляд на новаторских, новых художников, которых не видели другие люди». По словам Карла Хаммера (Carl Hammer), владельца одноимённой художественной галереи, Баум «был одним из лучших пропагандистов чикагского искусства, которое видел Чикаго».
Кураторская и художественная работа Баума широко освещалась в таких средствах массовой информации, как Artforum, Art in America, ARTnews, Art Magazine, Time, Newsweek, New Art Examiner, Chicago Tribune, Chicago Sun-Times, Chicago Daily News и New York Times.

## Творчество
Занимаясь живописью, Дон Баум обращался и к искусству ассамбляжа, посвятив ему многие годы. Свои работы он выставлял на персональных выставках в чикагских галереях John L. Hunt (1965), Betsy Rosenfield (1980—1992) и Carl Hammer (1999); в галерее Galerie Darthea Speyer (1985) в Париже, а также в Художественном центре Гайд-парка (1961, 1981), в Madison Art Center (ныне Музей современного искусства в Мэдисоне), Музее штата Иллинойс, Краннертском художественном музее и других местах.
Произведения Баума представлены во многих частных коллекциях и государственных музеях, включая Чикагский институт искусств, Художественный музей Брауэра, Музей современного искусства в Чикаго, Музей штата Иллинойс, Музей современного искусства в Мэдисоне, Художественный музей Милуоки, Смитсоновский музей американского искусства, Расинский художественный музей и других музеях США.